# Mistrzostwa Świata w Narciarstwie Klasycznym 1958
Mistrzostwa Świata w Narciarstwie Klasycznym 1958 odbyły się w dniach 1 lutego–9 lutego (biegi narciarskie) oraz 1 marca (skoki narciarskie i kombinacja norweska) 1958 w fińskim Lahti. Miasto to po raz trzeci organizowało zawody tego cyklu. Do udziału w mistrzostwach powróciły Niemcy (jako Niemcy Wschodnie i Niemcy Zachodnie).

## Biegi narciarskie

### Biegi narciarskie mężczyzn
| Konkurencja        | Data          | Złoto                                                                        | Srebro                                                                           | Brąz                                                                            |
| ------------------ | ------------- | ---------------------------------------------------------------------------- | -------------------------------------------------------------------------------- | ------------------------------------------------------------------------------- |
| 15 km              | 4 lutego 1958 | Veikko Hakulinen                                                             | Pawieł Kołczin                                                                   | Anatolij Szeluchin                                                              |
| 30 km              | 2 lutego 1958 | Kalevi Hämäläinen                                                            | Anatolij Szeluchin                                                               | Sixten Jernberg                                                                 |
| 50 km              | 8 lutego 1958 | Sixten Jernberg                                                              | Veikko Hakulinen                                                                 | Arvo Viitanen                                                                   |
| Sztafeta 4 × 10 km | 6 lutego 1958 | Szwecja · Sixten Jernberg · Lennart Larsson · Sture Grahn · Per-Erik Larsson | ZSRR · Fiodor Tierientjew · Nikołaj Anikin · Anatolij Szeluchin · Pawieł Kołczin | Finlandia · Kalevi Hämäläinen · Arto Tiainen · Arvo Viitanen · Veikko Hakulinen |

### Biegi narciarskie kobiet
| Konkurencja       | Data          | Złoto                                                        | Srebro                                                    | Brąz                                                     |
| ----------------- | ------------- | ------------------------------------------------------------ | --------------------------------------------------------- | -------------------------------------------------------- |
| 10 km             | 7 lutego 1958 | Alewtina Kołczina                                            | Lubow Kozyriewa                                           | Siiri Rantanen                                           |
| Sztafeta 3 × 5 km | 9 lutego 1958 | ZSRR · Radja Jeroszyna · Alewtina Kołczina · Lubow Kozyriewa | Finlandia · Toini Pöysti · Pirkko Korkee · Siiri Rantanen | Szwecja · Märta Norberg · Irma Johansson · Sonja Edström |

Polki w sztafecie zajęły czwarte miejsce.

## Kombinacja norweska
| Konkurencja         | Data           | Złoto          | Srebro           | Brąz             |
| ------------------- | -------------- | -------------- | ---------------- | ---------------- |
| Zawody indywidualne | 2/3 marca 1958 | Paavo Korhonen | Sverre Stenersen | Gunder Gundersen |

## Skoki narciarskie
| Konkurencja                   | Data         | Złoto           | Srebro       | Brąz             |
| ----------------------------- | ------------ | --------------- | ------------ | ---------------- |
| Duża skocznia – indywidualnie | 9 marca 1958 | Juhani Kärkinen | Ensio Hyytiä | Helmut Recknagel |

## Klasyfikacja medalowa
| Pozycja | Państwo   | Złoto | Srebro | Brąz | Razem |
| ------- | --------- | ----- | ------ | ---- | ----- |
| 1       | Finlandia | 4     | 3      | 3    | 10    |
| 2       | ZSRR      | 2     | 4      | 1    | 7     |
| 3       | Szwecja   | 2     | 0      | 2    | 4     |
| 4       | Norwegia  | 0     | 1      | 1    | 2     |
| 5       | NRD       | 0     | 0      | 1    | 1     |